# Tmesisternus viridipennis
Tmesisternus viridipennis là một loài bọ cánh cứng trong họ Cerambycidae.